# Baldur Líndal
Tryggvi Baldur Líndal (* 17. August 1918 in Lækjamóti, Víðidal, Island; † 17. Juni 1997 in Reykjavík) war ein isländischer Chemieingenieur und Pionier auf dem Gebiet der industriellen Nutzung der Geothermie.

## Leben und Werk
Baldur Líndal studierte am Massachusetts Institute of Technology in Boston, wo er 1949 seinen Abschluss in Chemieingenieurwesen machte. Danach ging er zurück nach Island und arbeitete von 1949 bis 1961 als Ingenieur für das staatliche Energieunternehmen RARIK, das später als Orkustofnun firmierte. Anschließend leitete er sein eigenes beratendes Ingenieurbüro. Er begann früh auf dem Gebiet der Geothermieforschung in Island zu arbeiten. Als Autodidakt arbeitete er sich in das Thema ein.
Dabei entwickelte Baldur Líndal Verfahren zur direkten Nutzung von Erdwärme für industrielle Zwecke. Er war federführend an der Planung der Kisiliðjan-Diatomit-Fabrik in Nord-Island beteiligt. Die Anlage war bis zu ihrer Schließung im Jahr 2004 der zweitgrößte Nutzer von geothermalem Dampf weltweit. Sie produzierte pro Jahr etwa 24.000 Tonnen Diatomeenerde für industrielle Zwecke.
1973 veröffentlichte Baldur Líndal erstmals ein Diagramm zur Darstellung des für verschiedene thermische Prozesse benötigten Temperaturniveaus von Geothermalquellen. Gudmundsson, Freeston und Lienau prägten 1985 dafür erstmals den Begriff Lindal-Diagramm.
Baldur Líndal war Mitglied der International Geothermal Association und des Geothermal Resources Council (heute Geothermal Rising).

## Familie
Baldur Líndal wurde als Sohn der Hausfrau und Lehrerin Jónína Steinvör Sigurðardóttir Líndal (1888–1950) und des Landwirts und Lehrers Jakob Hansson Líndal (1880–1952) geboren.
Er hatte zwei Geschwister (Sigurður Jakobsson und Margrét Jakobsdóttir). Baldur Líndal war dreimal verheiratet. 1943 heiratete er Kristin R.F. Búadóttir. Das Paar blieb kinderlos und trennte sich nach kurzer Zeit. 1948 heiratete er Amalía Gourdin, eine Schriftstellerin, aus Cambridge (Massachusetts). Sie trennten sich nach 19 Jahren Ehe. Seine dritte Frau wurde 1974 Ásdís Hafliðadóttir aus Reykjavik. Mit seiner zweiten Frau hatte er fünf Kinder. Seine dritte Frau brachte drei Kinder aus einer vorherigen Beziehung in die Ehe ein.

## Ehrungen
- Falkenorden 1968[2]
- Ása Guðmundsdóttir Wright Award 1972[2]
- Goldmedaille der Isländischen Gesellschaft für Ingenieure 1985[2]

## Publikationen (Auswahl)
- Review of industrial applications of geothermal energy and future considerations. In: Geothermics. Band 21, Nummer 5–6, 1992, S. 591–604 doi:10.1016/0375-6505(92)90012-X.
- The effect of silica in washing with geothermal water, Iceland. In: Geothermics. Band 21, Nummer 5–6, 1992, S. 683–688 doi:10.1016/0375-6505(92)90021-Z
- mit Ó. Kjartansson: Factors influencing the siting of industrial plants using geothermal steam in iceland. In: Geothermics. Band 21, Nummer 5–6, 1992, S. 917–925 doi:10.1016/0375-6505(92)90042-8.
- mit B. Steingrímsson, E. T. Elíasson, G. Pálmason: Industrial uses of geothermal energy. In: Geothermics. Band 21, Nummer 5–6, 1992, S. 587–588 doi:10.1016/0375-6505(92)90010-7
- The production of chemicals from brine and seawater using geothermal energy. In: Geothermics. Band 2, Teil 1, 1970, S. 910–917 doi:10.1016/0375-6505(70)90092-1
- The use of natural steam in a diatomite plant. In: Geothermicsthis. Band 2, Teil 1, 1970, S. 921–924 doi:10.1016/0375-6505(70)90094-5